# Cuora amboinensis
Cuora amboinensis hay rùa hộp Đông Nam Á là một loài rùa trong họ Emydidae. Loài này được Daudin mô tả khoa học đầu tiên năm 1802.

## Phân bố
Rùa hộp Đông Nam Á sinh sống khắp Đông Nam Á đến tận bắc Ấn, dãy núi phía đông Bangladesh và xuyên qua lục địa của Đông Nam Á nhưng không xâm nhập vào các khu vực đồi núi ở phía bắc và phía đông sông Mekong. Rùa hộp sinh sống khắp quần đảo Đông Nam Á, từ quần đảo Nicobar qua Indonesia đến Moluccas và khắp Philippines. Chúng có thể đang sinh sống ở Đông Timor. Chúng có 5 phân loài chia theo từng khu vực. Sự xuất hiện của nó ở Trung Quốc có thể là do các mẫu vật buôn bán, hoặc nhận dạng sai. Nó được nuôi với số lượng nhỏ ở Trung Quốc, mặc dù điều này dường như nằm ngoài phạm vi tự nhiên của nó.  

## Đe dọa
Giống như các loài rùa khác, buôn bán bất hợp pháp để tiêu thụ và y học cổ truyền Trung Quốc là mối đe dọa chính mà rùa hộp Đông Nam Á và các loài khác phải đối mặt. Đôi khi loài này cũng bị bắt để đem đi tiêu thụ ngay tại địa phuơng nằm ở gần hoặc trong vùng phân bố của chúng. Loài này đại diện cho loài rùa hoang dã được săn bắt trái phép nhiều nhất cho thương mại và tiêu thụ ở Đông Á trong vài năm, thường có nguồn gốc chủ yếu từ Indonesia nhưng cũng có thể từ các nước khác trong khu vực. Mặc dù số lượng rùa hộp Đông Nam Á xuất khẩu từ Sumatra đã giảm rất nhiều nhưng loài này vẫn là loài rùa bị buôn bán phổ biến nhất trong việc buôn bán rùa ở Indonesia vào năm 2010. Cũng có một số lượng khiêm tốn của các cá thể chưa trưởng thành bị buôn bán và giao dịch trong ngành buôn bán vật nuôi trong khu vực và toàn cầu. Loài này cũng đang có nhu cầu lớn trong việc buôn bán vật nuôi, với các phân loài ít phổ biến hơn thì được bán với giá cao. Tác động môi trường ảnh hưởng đến loài này thì khá khiêm tốn

## Môi trường sống và tập tính
Chúng ưa thích các khu vực đầm lầy đất thấp với cây cối rậm rạp, nhưng cũng xuất hiện ở các dòng chảy không liên tục trong các khu vực rừng đồi, các lạch, rừng ngập mặn, ruộng lúa và kênh tưới tiêu, từ các khu vực thủy triều lên đến độ cao khoảng 400 m. Chúng ăn thực vật và động vật; thực vật thủy sinh và trên cạn, trái cây, động vật thân mềm, giáp xác, giun, ấu trùng côn trùng và nấm đều đã được báo cáo trong chế độ ăn của chúng. Chúng có thể đạt chiều dài lên đến 25 cm nhưng vẫn nhỏ hơn các loài khác. Khi một cá thể trưởng thành thì chỉ cần dựa kích thước vào cái mai của chúng; ví dụ: con đực sẽ là 13 cm, con cái sẽ là 15 cm; tức sau sáu năm. Chúng mất 4,5 đến 5 năm để trưởng thành trong môi trường nuôi nhốt và cần thêm 1 năm nữa trong tự nhiên. Các cá thể cái đẻ khoảng 1 đến 5 trứng một năm, trung bình 2 trứng 1 ổ tức 6 trứng sẽ là 3 ổ. Kích thước trung bình của các cá thể bị giảm do khai thác quá mức ở Indonesia và Malaysia. Chiều dài thế hệ ước tính là 18 tuổi (tuổi sinh sản lần đầu= 6 năm x 3). Ba thế hệ tương ứng với 54 năm.

## Dân số
Loài này được coi là hiếm ở Bangladesh hoặc không có thể là phổ biến. Loài này được coi là không hiếm ở Bắc Ấn Độ và được cho rằng xuất hiện các quần thể với số lượng đáng kể ở một số khu bảo tồn nằm ở phía đông bắc. Ở miền trung và miền nam quần đảo Nicobar, rùa hộp Đông Nam Á được coi là rất phổ biến. Nhìn chung, loài này được cho là Sẽ nguy cấp ở Ấn Độ. Nghiên cứu được thực hiện ở Java, Sulawesi, Sumatra và Kalimantan vào năm 2006 đã chỉ ra sự suy giảm kích thước trung bình của các cá thể là kết quả của việc khai thác quá mức trong thời gian dài của con trưởng thành. Loài này được coi là vẫn còn nhiều ở một số vườn quốc gia Indonesia. Mật độ quần thể (bao gồm cả cá thể chưa trưởng thành) được ước tính là 60 cá thể/ha ở Rawa Aopa Watomohaim, Taman ở phía đông nam của đảo Sulawesi. Ở Philippines, quần thể rùa phổ biến cả trong môi trường sống tự nhiên và môi trường nuôi nhốt. Dữ liệu định lượng về cơ bản không có. Các cuộc khảo sát của sinh viên đại học đã tính toán 9,2 cá thể/ha trong rừng đầm lầy với trồng dừa liền kề và 3,8 cá thể/ha trong khu vực ruộng lúa đầm lầy ở miền nam Leyte vào năm 2010, và 3,1 cá thể/ha trong môi trường sống hỗn hợp ruộng lúa - đầm lầy ở miền nam Palawan vào năm 2011. Cả hai tập dữ liệu đều bao gồm các cá thể chưa trưởng thành. Ở khu vực Tây Nam Campuchia, loài rùa này đã từng phổ biến nhưng hiện nay không còn phổ biến như trước nữa. Loài này hiện đang cực kỳ quý hiếm và được bản địa hóa ở CHDCND Lào. Loài rùa này đang bị đe dọa nghiêm trọng ở Việt Nam với “rất ít quần thể còn sinh tồn và con có thể sống được."

## Hình ảnh

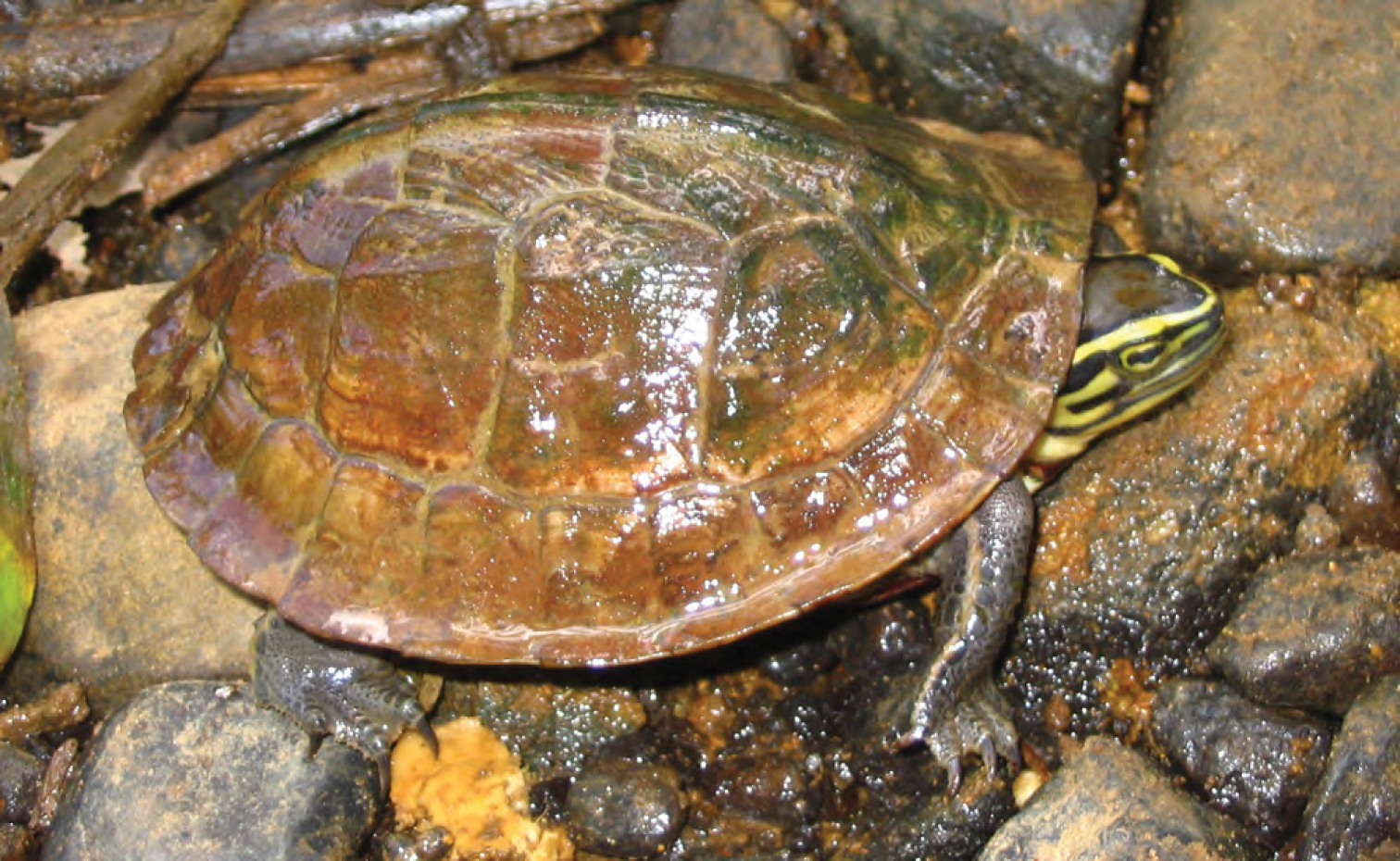
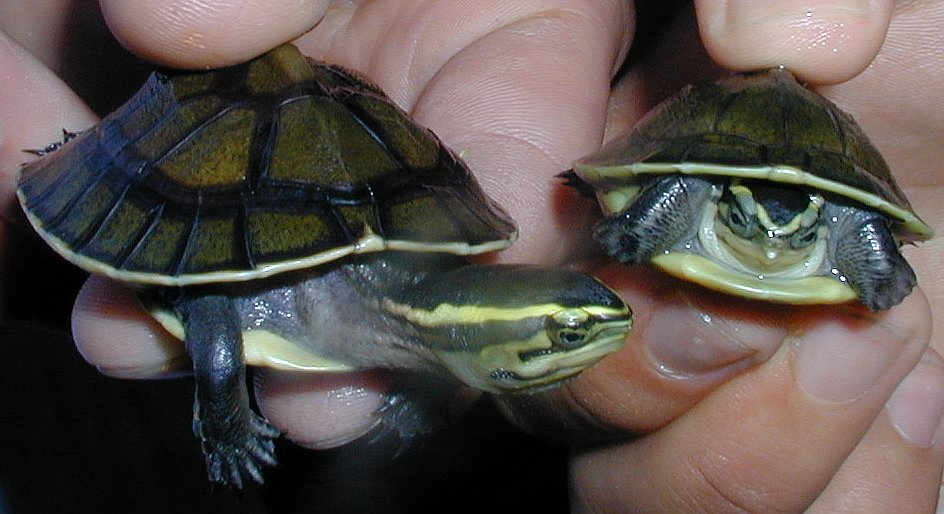
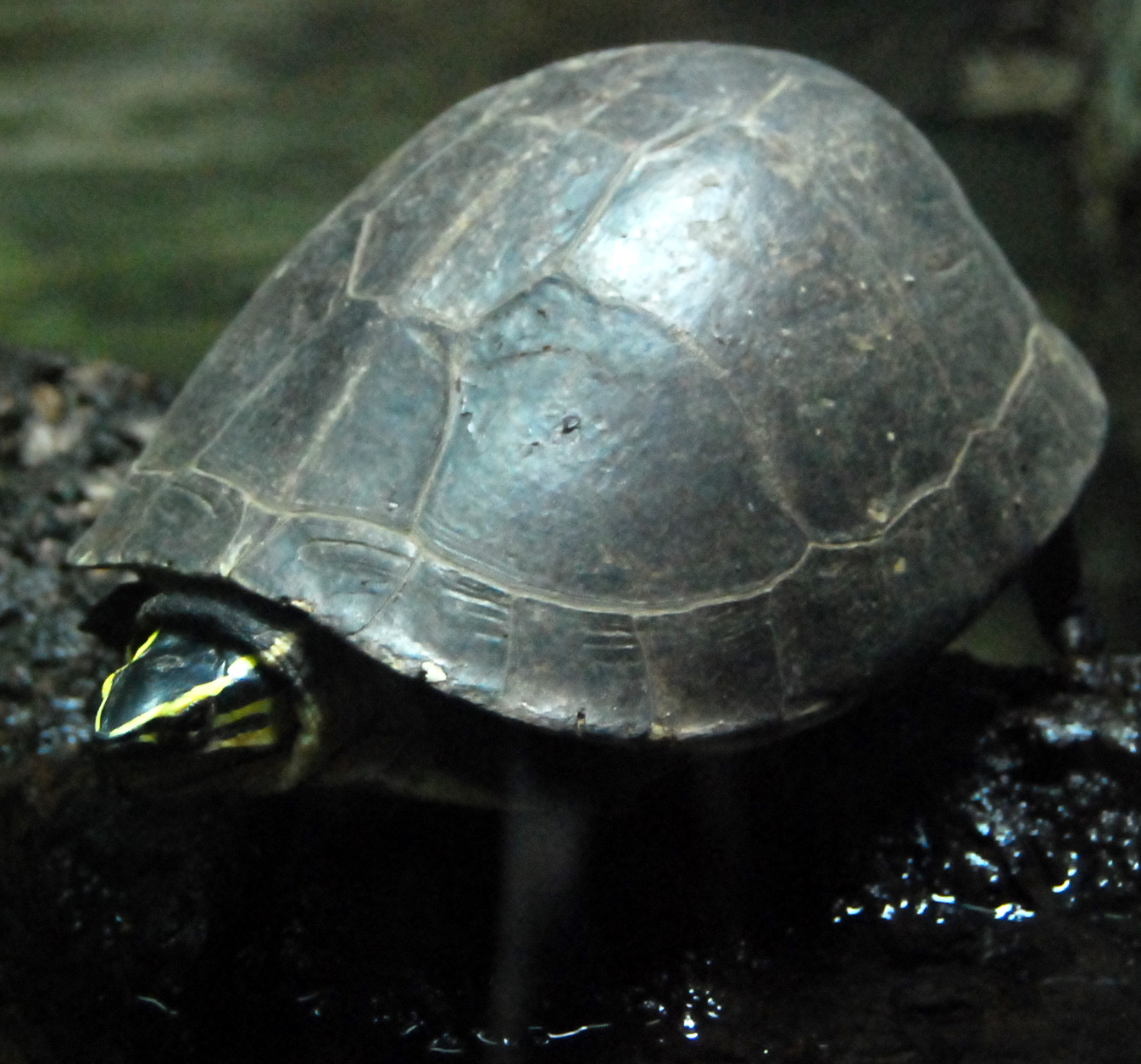
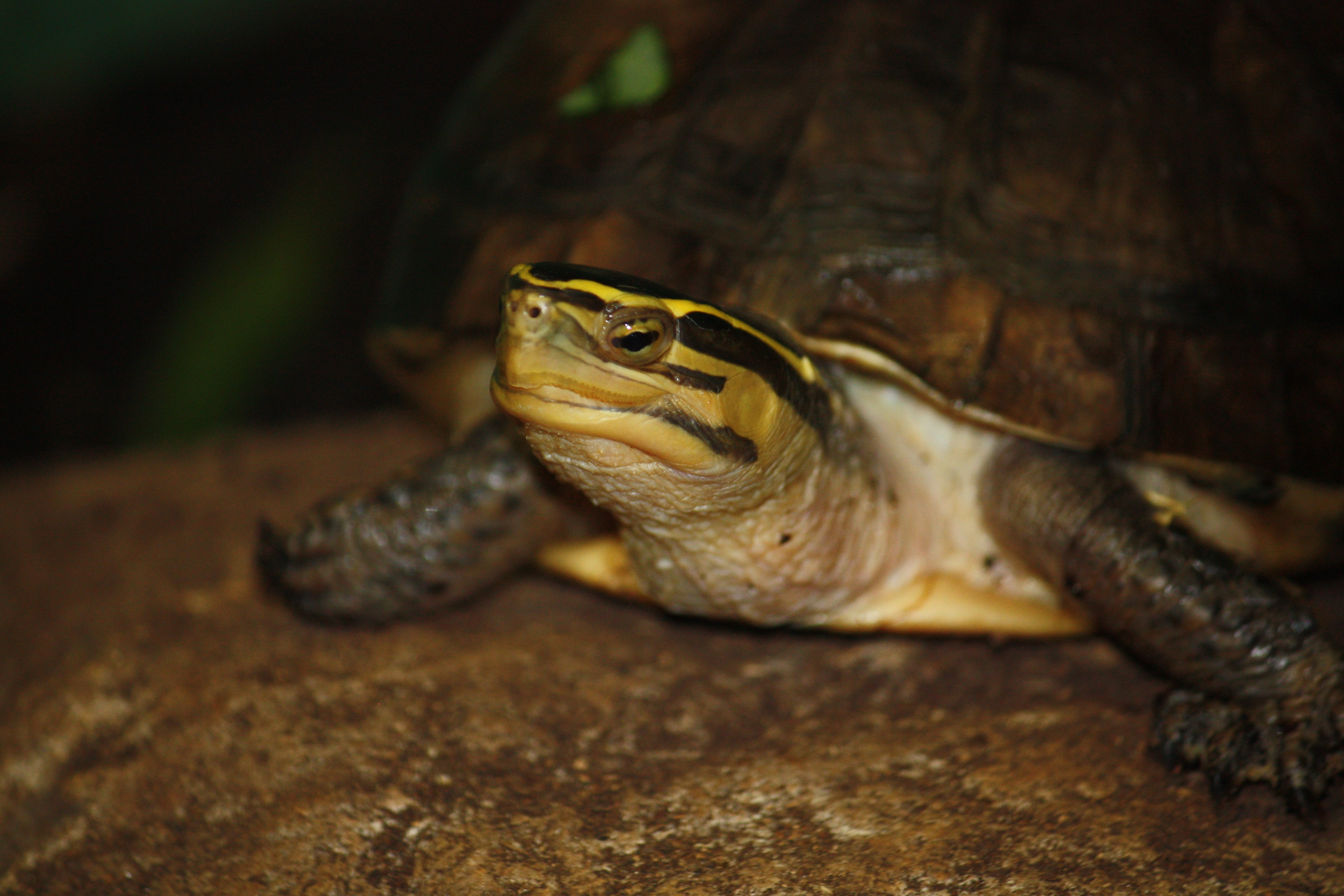
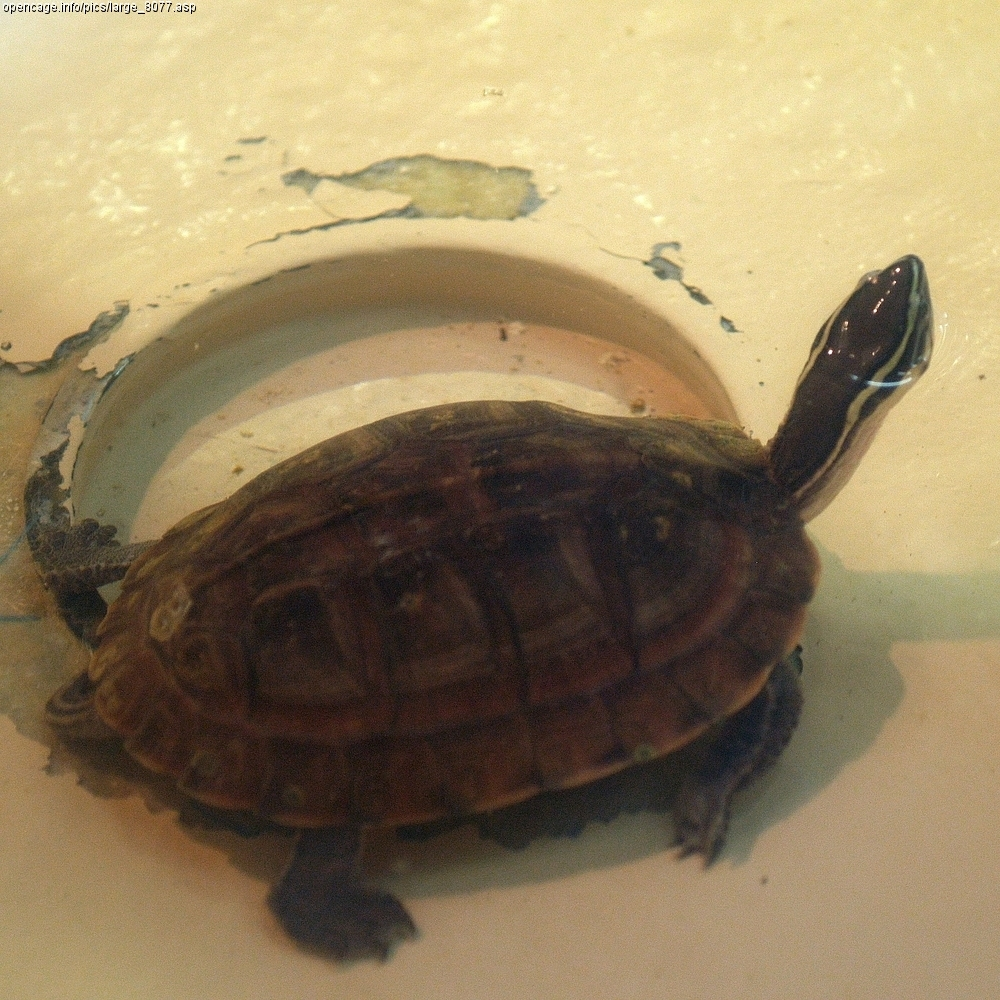
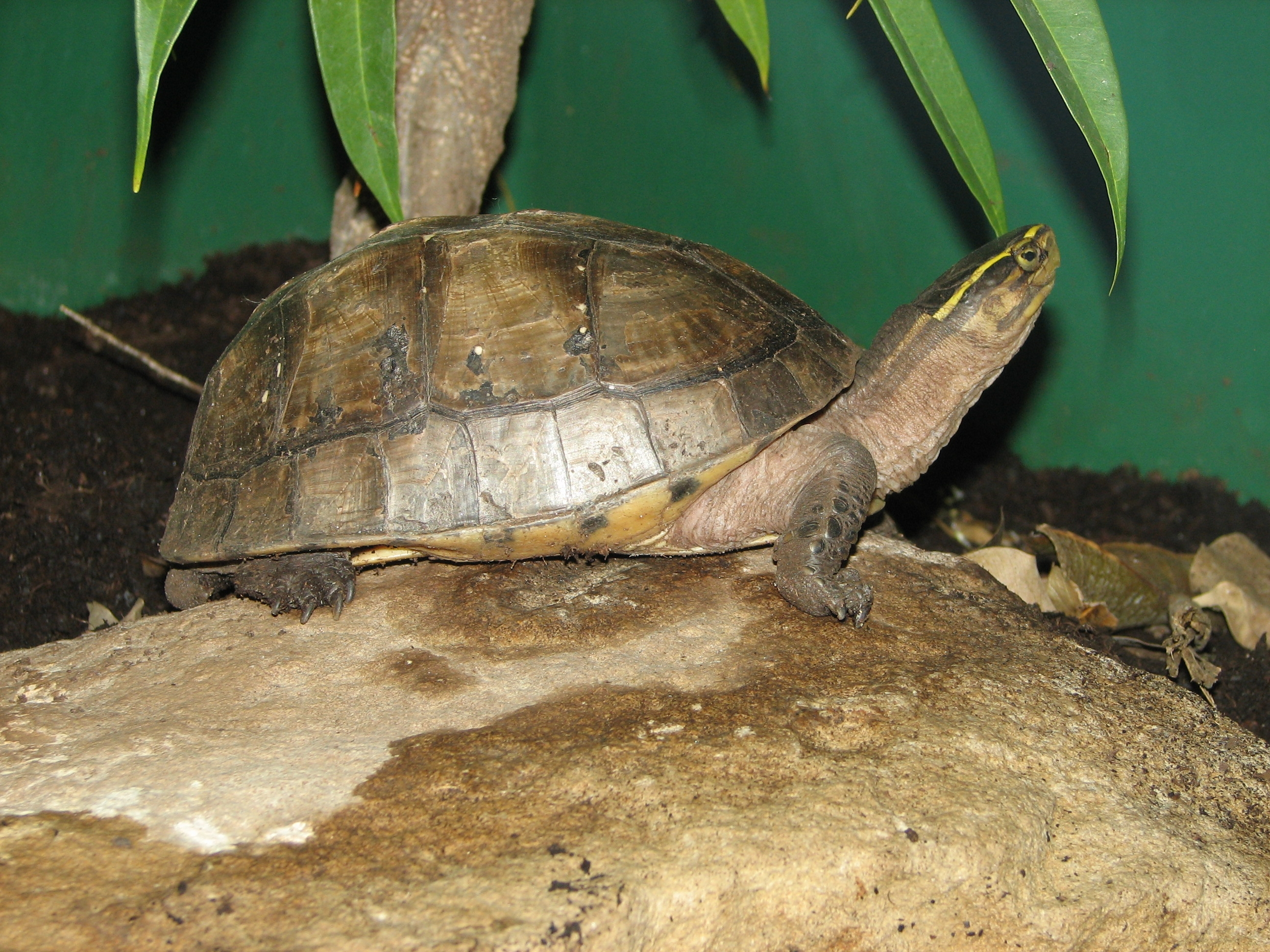